# Karin Boye
Karin Maria Boye (ur. 26 października 1900 w Göteborgu, zm. 24 kwietnia 1941 w Alingsås) – szwedzka poetka i powieściopisarka.

## Życiorys
Karin Maria Boye była lesbijką – pomimo krótkotrwałego związku małżeńskiego z Leifem Björkiem. W 1932 po zerwaniu małżeństwa związała się z Gunnel Bergström, która rozstała się ze swoim mężem, poetą Gunnarem Ekelöfem.
Karin Boye zasłynęła głównie jako poetka. Najbardziej znane jej wiersze to Pewnie, że boli (szw. Ja visst gör det ont) ze zbioru För trädets skull (1935) oraz I rörelse (W ruchu) ze zbioru Härdarna (1927). Była członkiem ważnej szwedzkiej instytucji literackiej Samfundet De Nio (miejsce nr 9) od 1931 do swojej śmierci.
Poza Szwecją najbardziej doceniana jest jej powieść Kallocain (Kalokaina), przedstawiająca wizję państwa totalitarnego podobną do tych ukazanych w powieściach Nowy wspaniały świat (1932) Aldousa Huxleya i Rok 1984 (1949) George'a Orwella. Pewne znaczenie ma też powieść Kris (Kryzys) opowiadająca, podobnie jak Szklany klosz (1963) Sylvii Plath, o przedsamobójczym kryzysie.
Karin Boye zginęła śmiercią samobójczą; po zażyciu tabletek nasennych wyszła z domu 23 kwietnia 1941 i została znaleziona, jak mówi raport policyjny z Archiwum Regionalnego w Göteborgu, 27 kwietnia 1941. Na jej ciało natrafił rolnik, który wybrał się na spacer, na skale znajdującej się na wzgórzu z widokiem prosto na północ od Alingsås, w pobliżu Bolltorpsvägen. Skała ta stanowi obecnie miejsce pamięci Karin Boye.
W 2004 jeden z oddziałów Biblioteki Uniwersyteckiej w Uppsali został nazwany jej imieniem (Karin Boye-biblioteket).

## Utwory
Powieści:
- Astarte, 1931 (Astarte)
- Merit vaknar, 1933 (Merit budzi się)
- Kris, 1934 (Kryzys)
- För lite, 1936 (Za mało)
- Kallocain, 1940 (Kallokaina)

Zbiory wierszy:
- Moln, 1922 (Chmury)
- Gömda land, 1924 (Ukryty kraj)
- Härdarna, 1927 (Ogniska)
- För trädets skull, 1935 (Z powodu drzewa)
- De sju dödssynderna, 1941 (Siedem grzechów głównych – niedokończony)

W Polsce opublikowano:
- Wiersze wybrane – wybrał, ze szwedzkiego przełożył i opracował Ryszard Mierzejewski (2014)
- Kiedy pąki pękają... i inne wiersze wybrane; När knoppar brister... och andra utvalda dikter... – wybrał, ze szwedzkiego przełożył i opracował Ryszard Mierzejewski (2016)
- Kallokoina – w tłumaczeniu Przemysława Pożara (2018)

Rozproszone wiersze można znaleźć również w antologiach i czasopismach polskich, np.:
- Mroczne anioły – „Literatura na świecie”, 1974, nr 6, s. 146 – w tłumaczeniu Janusza B. Roszkowskiego,
- Musisz odnaleźć swą własną twarz – antologia szwedzkiej liryki miłosnej w tłumaczeniu Ewy Niewiarowskiej,
- Przekładaniec, nr 12 (1/2004) – w tłumaczeniu Piotra Bukowskiego.